# Psychohistorie
Nicht zu verwechseln mit Psychohistorik (Fiktion bei Isaac Asimov) 
Die Psychohistorie untersucht historische Vorgänge der ferneren und unmittelbaren Vergangenheit mit Mitteln der Psychologie und der Psychoanalyse. Ihre Position in der Systematik der Gesellschaftswissenschaften ist umstritten.
Während die herkömmliche Geschichtswissenschaft stark deskriptiv orientiert ist, befasst sich die Psychohistorie vor allem mit den motivationalen Aspekten historischer (und zeitgenössischer) Abläufe. Wichtig wird daher die Rekonstruktion bewusster und unbewusster Motive historischer Subjekte.

## Ursprünge
Sigmund Freuds Schüler Ludwig Jekels veröffentlichte 1914 mit der Untersuchung Der Wendepunkt im Leben Napoleons I die erste psychohistorische Arbeit. Bereits Freud selbst hat psychohistorisch gedacht und entsprechende Arbeiten verfasst, darunter z. B. Die Zukunft einer Illusion (1927), Das Unbehagen in der Kultur (1930) und Der Mann Moses (1939). Er arbeitete außerdem mit William C. Bullitt an einer psychobiographischen Studie über den amerikanischen Präsidenten Woodrow Wilson.
Die erste akademische Ausarbeitung der Psychohistorie im Anschluss an Freuds Theorien findet sich in Erik Eriksons Buch Young Man Luther : A Study in Psychoanalysis and History (1958), in welchem der Verfasser nach einer Wissenschaft sucht, mit der man die Folgen des Lebens Einzelner auf die Geschichte untersuchen kann. Dem waren zahlreiche biographisch orientierte Studien von Freud selbst und anderen Psychoanalytikern (z. B. Marie Bonaparte) vorausgegangen. Während der 1960er Jahre bildete Erikson zusammen mit Robert Lifton und Bruce Mazlish die Wellfleet Group, ein von der American Academy of Arts and Sciences gesponsertes Projekt, um Psychohistorie als Forschungsfeld zu definieren. Lifton hat später bedeutende Arbeiten zu den Ursachen und Auswirkungen von Kriegsverbrechen vorgelegt.
Lloyd deMause, ein Pionier der Psychohistorie, hat auf diesem Gebiet immer noch großen Einfluss. Psychohistorische Aspekte finden sich in den Werken von Alice Miller, Julian Jaynes und August Nitschke, obwohl sie selten als Psychohistoriker bezeichnet werden.
Seit circa 2010 erforscht der deutsche Politologe Sven Fuchs die Kindheiten von Kriegstreibern, Terroristen, Diktatoren und Despoten und listet laufend Literaturquellen in seinem Blog auf, vieles davon auch in seinem Buch "Die Kindheit ist politisch".

## Bereiche
Psychohistorie wird von den verschiedenen Autoren unterschiedlich konzipiert. Lloyd deMause stellt drei zentrale Forschungsbereiche heraus, die miteinander verbunden sind:
- Geschichte der Kindheit

Beschreibung und Erklärung des historischen Wandels von zentralen Kindheitsbedingungen und deren Auswirkungen auf die historisch konkreten Psychen der Kinder.
- Psychobiographie

Untersuchung von Motivationen historischer (auch zeitgenössischer) Individuen, vor allem von politisch Handelnden, aber auch von Künstlern oder anderen quellenmäßig erfaßbaren Personen.
- Gruppen-Psychohistorie

Untersuchung der Motivationen von Gruppen (bzw. von Gesellschaften), wobei insbesondere die emotionale Situation zum Gegenstand der Rekonstruktion wird.
Bei allen drei Gebieten geht es sowohl um das bewusste Erleben der historischen Personen als auch um unbewusste Phantasien der historischen Subjekte bzw. um die latente Sinnstruktur historischer Gebilde (religiöser, politischer und künstlerischer Art).

## Einzelbelege
1. ↑  Ludwig Jekels: Der Wendepunkt im Leben Napoleons I. In: Imago. Bd. 3, Nr.4, 1914, ISSN 0536-5554, S. 313–381.
2. ↑  Kriegsursachen, destruktive Politik und Kindheit. Abgerufen am 4. August 2024.
3. ↑  Sven Fuchs: Mattes Verlag Heidelberg. Die Kindheit ist politisch! Abgerufen am 4. August 2024.